# Sopot Festival 1966
Sopot Festival 1966 – 6. edycja festiwalu muzycznego odbywającego się w sopockiej Operze Leśnej. Festiwal został zorganizowany w dniach 25–28 sierpnia 1966 roku a prowadzili go Renata Mauro i Lucjan Kydryński. Wygrała Lana Cantrell z piosenką „I’m All Smiles”.

## Międzynarodowe konferansjerstwo
Podczas prowadzonego wraz z Lucjanem Kydryńskim festiwalu, atrakcyjna Włoszka Renata Mauro zaskoczyła sopocką publiczność oświadczeniem, że wcześniej przebyła ona zabieg operacji plastycznej, co wówczas zostało przyjęte jako powiew świata zachodniego.

## Półfinał (dzień polski)
|    | Kraj              | Język  | Wykonawca           | Tytuł                       | Miejsce | Punkty |
| -- | ----------------- | ------ | ------------------- | --------------------------- | ------- | ------ |
| 01 | Austria           | polski | Rudolf Schmidberger | „Mówiłam żartem”            |         |        |
| 02 | Kuba              | polski | Elena Burke         | „Pod księżycem błądzi cień” |         |        |
| 03 | Meksyk            | polski | Ernesto Velazquez   | „Goniąc kormorany”          |         |        |
| 04 | Irlandia          | polski | Patricia Cahill     | „Piosenka o zmierzchu”      |         |        |
| 05 | Węgry             | polski | Józef Nemeth        | „Andaluzyjska romanza”      |         |        |
| 06 | Szwecja           | polski | Marianne Nilsson    | „Andriusza”                 |         |        |
| 07 | Czechosłowacja    | polski | Jaromir Mayer       | „Dzień niepodobny do dnia”  |         |        |
| 08 | Francja           | polski | Rachel              | „Nigdy więcej”              |         |        |
| 09 | Finlandia         | polski | Carola              | „Zakwitnę różą”             |         |        |
| 10 | Indie             | polski | Les Carlton         | „Do ciebie mamo”            |         |        |
| 11 | Kanada            | polski | Renee Claude        | „Popatrz kto to jest”       |         |        |
| 12 | NRD               | polski | Gerry Wolff         | „Zakochani są wśród nas”    | 6       | 10     |
| 13 | Polska            | polski | Joanna Rawik        | „Nie chodź tą ulicą”        | 5       | 12     |
| 14 | NRD               | polski | Wolfgang Sauer      | „Do ciebie mamo”            |         |        |
| 15 | Jugosławia        | polski | Majda Sepe          | „Andriusza”                 |         |        |
| 16 | Norwegia          | polski | Toril Ravnaas       | „Twoje szczęście”           |         |        |
| 17 | Dania             | polski | Svend Asmussen      | „Chłopcy z obcych mórz”     |         |        |
| 18 | Monako            | polski | Maria Candido       | „Żółte kalendarze”          |         |        |
| 19 | Szwajcaria        | polski | Jean Charles        | „Nie chodź miły nad Wisłę”  |         |        |
| 20 | Wielka Brytania   | polski | Sheila Southern     | „Hiroszima moja miłość”     | 2       | 20     |
| 21 | Stany Zjednoczone | polski | Lana Cantrell       | „Do ciebie szłam”           | 4       | 14     |
| 22 | Holandia          | polski | Ronnie Tober        | „Żeby choć raz”             |         |        |
| 23 | Grecja            | polski | Angela Zillia       | „Dzień niepodobny do dnia”  | 1       | 24     |
| 24 | Włochy            | polski | Narciso Parigi      | „Na krzywym kole”           |         |        |
| 25 | Bułgaria          | polski | Lili Ivanova        | „Nie umiem tak”             | 3       | 16     |

## Finał (dzień międzynarodowy)
|    | Kraj              | Język        | Wykonawca           | Tytuł                                | Miejsce | Punkty |
| -- | ----------------- | ------------ | ------------------- | ------------------------------------ | ------- | ------ |
| 01 | Holandia          | niderlandzki | Ronnie Tober        | „Wat blijft is mijn liefde voor jou” | 4       | 80     |
| 02 | Bułgaria          | francuski    | Lili Iwanowa        | „La mer de la jeunesse”              | 6       | 61     |
| 03 | Meksyk            | hiszpański   | Ernesto Velazguez   | „Maravillosa”                        | 19      | 12     |
| 04 | Finlandia         | fiński       | Carola              | „Synnyin, elan, koulen”              | 12      | 34     |
| 05 | Jugosławia        | francuski    | Majda Sepe          | „Historie d’amour No. 9”             | 8       | 50     |
| 06 | Austria           | niemiecki    | Rudolf Schmidberger | „Es war in Wien in Frühling”         | 15      | 25     |
| 07 | Szwecja           | szwedzki     | Marianne Nilsson    | „Vad har jag kvar”                   | 13      | 32     |
| 08 | Dominikana        | angielski    | Les Carlton         | „You”                                | 20      | 0      |
| 09 | Grecja            | grecki       | Angela Zilia        | „Oi mortez”                          | 2       | 204    |
| 10 | Włochy            | włoski       | Narciso Parigi      | „Dio, come ti amo”                   | 20      | 0      |
| 11 | Kuba              | hiszpański   | Elena Burke         | „Duxlle”                             | 19      | 12     |
| 12 | Norwegia          | norweski     | Torill Ravnaas      | „Rekk meg haanden”                   | 10      | 45     |
| 13 | RFN               | niemiecki    | Wolfgang Sauer      | „Mädchen ohne Name”                  | 14      | 28     |
| 14 | Irlandia          | włoski       | Patricia Cahill     | „Vallombrosa”                        | 18      | 13     |
| 15 | Czechosłowacja    | francuski    | Jaromir Mayer       | „Divici plac”                        | 11      | 43     |
| 16 | Monako            | francuski    | Maria Candido       | „Les pages de Chopin”                | 16      | 21     |
| 17 | Węgry             | niemiecki    | József Németh       | „Ich möchte dich wieder treffen”     | 17      | 20     |
| 18 | Wielka Brytania   | angielski    | Sheila Southern     | „Soldier Boy”                        | 18      | 18     |
| 19 | Szwajcaria        | francuski    | Jean Charles        | „Les filles, je veux bien”           | 8       | 50     |
| 20 | Francja           | francuski    | Rachel              | „Bexucoup de larmes”                 | 5       | 69     |
| 21 | Kanada            | francuski    | Renee Claude        | „Tu es noire”                        | 9       | 46     |
| 22 | Dania             | duński       | Svend Asmussen      | „Min violin og seg”                  | 14      | 28     |
| 23 | Stany Zjednoczone | angielski    | Lana Cantrell       | „I’m All Smilles”                    | 1       | 252    |
| 24 | NRD               | niemiecki    | Gerry Wolff         | „Die Rose war rot”                   | 7       | 60     |
| 25 | Polska            | polski       | Irena Santor        | „Powrócisz tu”                       | 3       | 180    |

## Jury
- Finlandia: Heikki Annala
- RFN: Wolfgang Kischka
- Wielka Brytania: Kenneth Baynes
- Holandia: Eric Krans
- Norwegia: Arne Bendiksen
- ZSRR: Jurij Milutin
- Polska: Mirosław Dąbrowski, Witold Filler, Stanisław Grochowiak, Kazimierz Rudzki Roman Heising, Szymon Zakrzewski
- Dania: Ole Mortensen
- Monako: René Denoncin
- Grecja: George Mouzakis
- Czechosłowacja: Miroslav Ducháč
- Szwecja: Ivan Nordström
- Francja: René Patte
- Meksyk: Vincente Garrido
- Szwajcaria: Louis Rey – przewodniczący
- Węgry: Milos Grabocz
- Jugosławia: Jure Robežnik
- Irlandia: Kevin Roche
- Austria: Carl de Groof
- NRD: Martin Hattwig
- Bułgaria: Jossif Tzankov
- Kanada: Laurier Hebert
- Kuba: Odilio Urle
- Rumunia: Vasile Veselovski
- Stany Zjednoczone: Skitch Henderson

|                                                            | Głosy w finale    |           |    |                 |          |          |    |    |       |        |        |                |         |         |        |            |    |    |          |         |    |    |        |      |    |                   |    |
| PUNKTY                                                     | Razem             | Finlandia |    | Wielka Brytania | Holandia | Norwegia |    |    | Dania | Monako | Grecja | Czechosłowacja | Szwecja | Francja | Meksyk | Szwajcaria |    |    | Irlandia | Austria |    |    | Kanada | Kuba |    | Stany Zjednoczone |    |
| Uczestnicy                                                 | Holandia          | 80        | –  | 1               | 4        | 12       | 1  | –  | 1     | 2      | 3      | –              | 2       | 2       | 3      | 6          | 3  | –  | 2        | 4       | 6  | 6  | 4      | 5    | 5  | –                 | 6  |
| Uczestnicy                                                 | Bułgaria          | 61        | –  | 2               | –        | 2        | –  | 4  | –     | 1      | 4      | 3              | 3       | –       | 2      | 3          | 2  | –  | 6        | 3       | –  | 1  | 12     | 1    | 2  | 6                 | 3  |
| Uczestnicy                                                 | Meksyk            | 12        | –  | –               | –        | –        | –  | –  | –     | –      | –      | –              | –       | –       | –      | 12         | –  | –  | –        | –       | –  | –  | –      | –    | –  | –                 | –  |
| Uczestnicy                                                 | Finlandia         | 34        | 12 | –               | –        | –        | 5  | 7  | –     | 4      | –      | –              | –       | 6       | –      | –          | –  | –  | –        | –       | –  | –  | –      | –    | –  | –                 | –  |
| Uczestnicy                                                 | Jugosławia        | 50        | –  | –               | –        | 1        | –  | 3  | 6     | –      | –      | 7              | –       | –       | 1      | –          | 1  | –  | 12       | –       | –  | 4  | 6      | 3    | –  | 5                 | 1  |
| Uczestnicy                                                 | Austria           | 25        | –  | 4               | –        | –        | –  | 2  | –     | –      | –      | –              | 5       | –       | –      | –          | –  | 5  | –        | –       | 12 | –  | –      | –    | –  | 2                 | –  |
| Uczestnicy                                                 | Szwecja           | 32        | 6  | –               | –        | –        | 6  | –  | 2     | 5      | –      | –              | 12      | –       | –      | –          | –  | –  | –        | –       | –  | 1  | –      | –    | –  | –                 | –  |
| Uczestnicy                                                 | Dominikana        | 0         | –  | –               | –        | –        | –  | –  | –     | –      | –      | –              | –       | –       | –      | –          | –  | –  | –        | –       | –  | –  | –      | –    | –  | –                 | –  |
| Uczestnicy                                                 | Grecja            | 204       | 8  | 8               | 8        | 8        | 8  | 10 | 8     | 8      | 8      | 12             | 8       | 8       | 8      | 8          | 8  | 8  | 8        | 8       | 8  | 8  | 8      | 8    | 8  | 8                 | 8  |
| Uczestnicy                                                 | Włochy            | 0         | –  | –               | –        | –        | –  | –  | –     | –      | –      | –              | –       | –       | –      | –          | –  | –  | –        | –       | –  | –  | –      | –    | –  | –                 | –  |
| Uczestnicy                                                 | Kuba              | 12        | –  | –               | –        | –        | –  | –  | –     | –      | –      | –              | –       | –       | –      | –          | –  | –  | –        | –       | –  | –  | –      | –    | 12 | –                 | –  |
| Uczestnicy                                                 | Norwegia          | 45        | 5  | –               | 1        | –        | 12 | –  | –     | 6      | –      | –              | –       | 5       | 4      | –          | 4  | –  | 1        | 2       | –  | –  | 5      | –    | –  | –                 | –  |
| Uczestnicy                                                 | RFN               | 28        | 2  | 12              | 5        | –        | 3  | 1  | –     | 3      | 1      | –              | 4       | –       | –      | 2          | –  | –  | –        | –       | 1  | –  | –      | –    | –  | –                 | –  |
| Uczestnicy                                                 | Irlandia          | 18        | –  | –               | 6        | –        | –  | –  | –     | –      | –      | –              | –       | –       | –      | –          | –  | –  | –        | 12      | –  | –  | –      | –    | –  | –                 | –  |
| Uczestnicy                                                 | Czechosłowacja    | 43        | 1  | 5               | –        | –        | –  | 6  | –     | –      | –      | –              | 12      | –       | –      | –          | –  | 6  | –        | –       | 5  | –  | –      | –    | –  | 3                 | –  |
| Uczestnicy                                                 | Monako            | 21        | –  | –               | –        | –        | –  | –  | –     | –      | 12     | –              | –       | –       | –      | 4          | –  | 2  | –        | –       | –  | –  | –      | –    | 3  | –                 | –  |
| Uczestnicy                                                 | Węgry             | 20        | –  | –               | –        | –        | –  | –  | –     | –      | –      | –              | –       | –       | –      | –          | –  | 12 | –        | –       | 4  | –  | –      | –    | –  | 4                 | –  |
| Uczestnicy                                                 | Wielka Brytania   | 18        | –  | –               | 12       | –        | –  | –  | –     | –      | –      | –              | –       | –       | –      | –          | –  | –  | 6        | –       | –  | –  | –      | –    | –  | –                 | –  |
| Uczestnicy                                                 | Szwajcaria        | 50        | –  | –               | –        | 4        | –  | –  | –     | –      | 5      | 2              | –       | –       | 6      | –          | 12 | 4  | 5        | –       | 3  | 5  | –      | 4    | 1  | –                 | 4  |
| Uczestnicy                                                 | Francja           | 69        | –  | 3               | 3        | 5        | –  | –  | 4     | –      | 6      | 4              | –       | –       | 12     | 5          | 6  | 3  | 3        | 5       | –  | 3  | 3      | 6    | 4  | –                 | 5  |
| Uczestnicy                                                 | Kanada            | 46        | –  | –               | –        | –        | –  | –  | –     | –      | –      | 1              | –       | –       | 5      | –          | 5  | –  | 4        | –       | –  | 2  | 2      | 12   | 6  | –                 | 7  |
| Uczestnicy                                                 | Dania             | 28        | 4  | –               | 2        | –        | 4  | –  | –     | 12     | –      | –              | 1       | 4       | –      | –          | –  | –  | –        | 1       | –  | –  | –      | –    | –  | –                 | –  |
| Uczestnicy                                                 | Stany Zjednoczone | 252       | 10 | 10              | 10       | 10       | 10 | 12 | 10    | 10     | 10     | 10             | 10      | 10      | 10     | 10         | 10 | 10 | 10       | 10      | 10 | 10 | 10     | 10   | 10 | 10                | 12 |
| Uczestnicy                                                 | NRD               | 60        | 3  | 6               | –        | 6        | 2  | 5  | 7     | –      | 2      | –              | –       | 3       | –      | 1          | –  | –  | –        | –       | 2  | 12 | –      | 2    | –  | –                 | 2  |
| Uczestnicy                                                 | Polska            | 180       | 7  | 7               | 7        | 7        | 7  | 8  | 12    | 7      | 7      | 8              | 7       | 7       | 7      | 7          | 7  | 7  | 7        | 7       | 7  | 7  | 7      | 7    | 7  | 7                 | 8  |
| Kraje w tabeli są uporządkowane w kolejności występowania. |                   |           |    |                 |          |          |    |    |       |        |        |                |         |         |        |            |    |    |          |         |    |    |        |      |    |                   |    |